# Lake Mathews, Kalifornien
Lake Mathews är en ort (CDP) i Riverside County, i delstaten Kalifornien, USA. Enligt United States Census Bureau har orten en folkmängd på 5 890 invånare (2010) och en landarea på 41,3 km².